# Раздольное (Змиёвский район)
Раздольное (укр. Роздольне), село (до 2010 г. — посёлок),
Тарановский сельский совет,
Змиёвский район,
Харьковская область.
Код КОАТУУ — 6321786007. Население по переписи 2001 года составляет 300 (152/148 м/ж) человек.

## Географическое положение
Село Раздольное находится в балке Бузовая, на правом берегу реки Берестовая, недалеко от её истоков, на реке несколько запруд.

## История
- 1689 — дата основания.

## Экономика
- Молочно-товарная ферма.
- Племенное птицеводческое предприятие «Раздольное».

## Объекты социальной сферы
- Фельдшерско-акушерский пункт.